# Stoczek Klasztorny

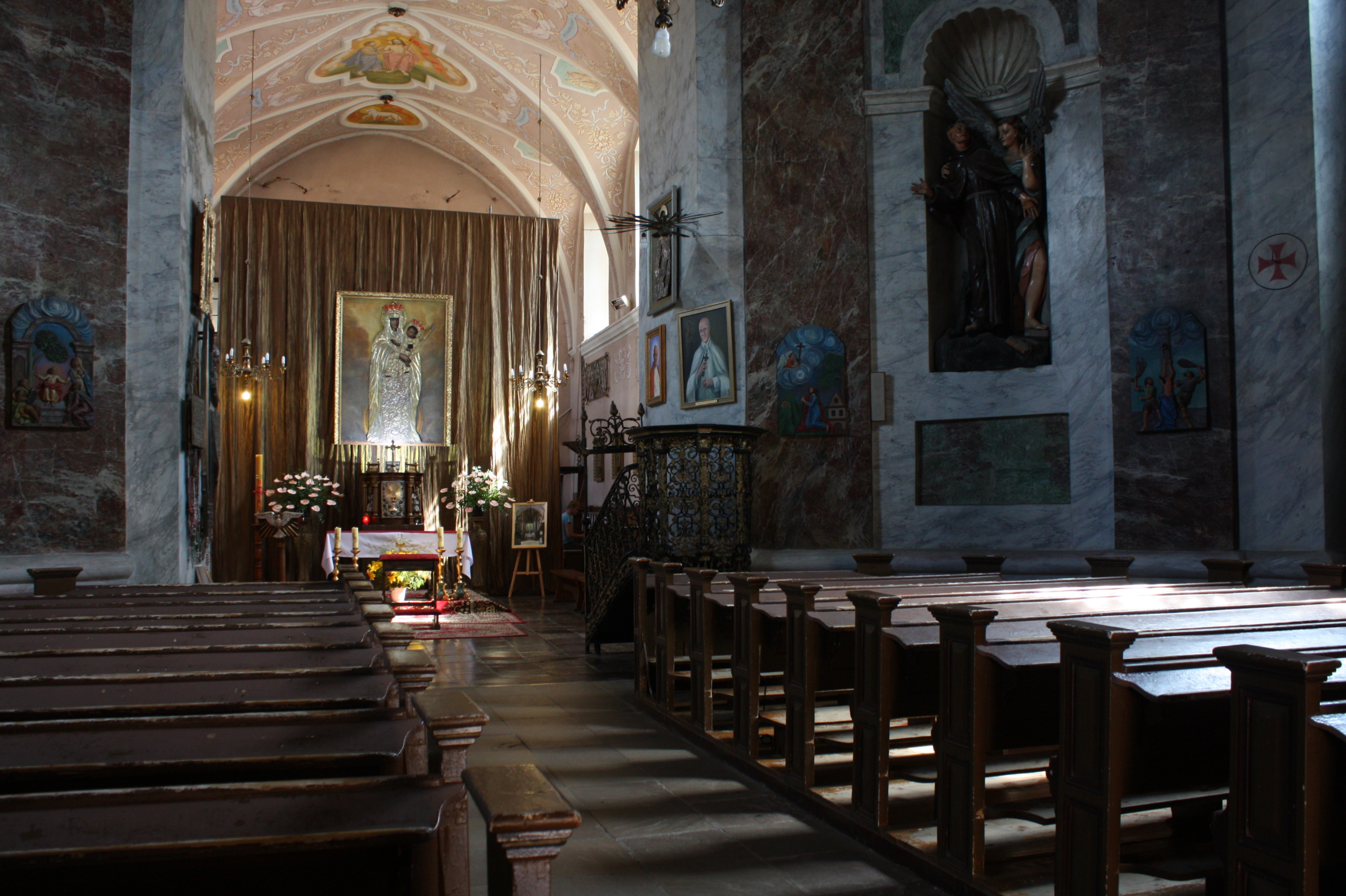
Wnętrze kościoła NMP.

Stoczek Klasztorny (niem. Springborn) – część wsi Stoczek w województwie warmińsko-mazurskim, w powiecie lidzbarskim, w gminie Kiwity.
W latach 1975–1998 miejscowość położona była w województwie olsztyńskim. Wieś znajduje się w historycznym regionie Warmia.
Znajduje się tutaj sanktuarium maryjne z bazyliką Nawiedzenia Najświętszej Maryi Panny.
Wieś zamieszkuje około 330 osób.

## Wieś i sanktuarium Matki Bożej Pokoju

### Historia wsi
Wieś Stoczek 18 listopada 1349 lokował biskup warmiński Herman z Pragi. Wieś lokowano na 40 włókach według prawa chełmińskiego, powstała na terenie parafii Kiwity i obecnie znajduje się na terenie gminy Kiwity. W Stoczku przed wybudowaniem kościoła znajdowała się kaplica, gdzie przedmiotem kultu była pierwotnie figurka Matki Bożej.
Sanktuarium w Stoczku posiada tytuł bazyliki mniejszej nadany przez papieża Jana Pawła II 19 maja 1987 r.
W części klasztornej sanktuarium znajduje się izba pamięci kardynała Stefana Wyszyńskiego.
Od 1957 r. sanktuarium opiekują się księża marianie, znani z wzniesienia świątyni w Licheniu.

### Budowa kościoła i klasztoru
Kościół pw. Nawiedzenia NMP w Stoczku wybudowano jako wotum dziękczynne biskupa Mikołaja Szyszkowskiego po zakończeniu wojny ze Szwecją. Kościół w formie rotundy wybudowano w latach 1639–1641. Opiekę nad świątynią biskup Szyszkowski powierzył bernardynom sprowadzonym tu z Barczewa. Zakonnicy mieszkali początkowo w zabudowaniach drewnianych. Biskup warmiński Jan Wydżga w 1666 r. ufundował murowany klasztor parterowy. W czasie rządów biskupa Załuskiego na wzór Świętej Lipki rozpoczęto budowę obejść krużgankowych (1708-1714) wraz z kaplicami narożnymi. Budowę ich zakończono w czasach biskupa Potockiego, a także rozbudowano klasztor. Trzyskrzydłowa budowla od wschodu niczym podkowa dotykając obejść krużgankowych stworzyła wewnętrzny dziedziniec klasztorny. Biskup Potocki był też fundatorem dobudowanego do rotundy prezbiterium. Bernardyni po dekrecie kasacyjnym z 1810 r. ostatecznie zakończyli działalność ze śmiercią ostatniego zakonnika w 1826 r. Klasztor przejęty został przez władze pruskie. W czasach biskupa Hattena sanktuarium zwrócono diecezji warmińskiej. Klasztor przeznaczono na dom rekolekcyjny. W 1909 dobudowano jeszcze jedno piętro nad dawnym klasztorem, a do kościelnego wejścia kruchtę. W kruchcie znajduje się jeden z trzech marmurowych portali, którymi ozdobiona została barokowa świątynia.

### Wyposażenie kościoła
W ołtarzu głównym wykonanym w 1713 przez Krzysztofa Peuckera znajduje się obraz M.B. Stoczkowskiej (kopia obrazu „Salus Populi Romani” z Rzymu) sprowadzony tu przez biskupa Mikołaja Szyszkowskiego. Obraz jest okryty srebrną sukienką z 1687 r. Na obrazie zawieszone są bursztynowe korale – wotum kardynała Stefana Wyszyńskiego.
W lewym ołtarzu znajduje się obraz św. Anny Samotrzeciej ozdobiony także metalową sukienka i koronami na początku XVIII w. W prawym ołtarzu bocznym znajduje się obraz św. Franciszka. W kościele jest również okryty srebrną sukienką obraz św. Antoniego (z prawdziwym wizerunkiem), sprowadzony z Włoch w 1695 r. Na uwagę w świątyni zasługuje wykuta z żelaza w 1738 r. przez kowala z Dobrego Miasta ambona. Ozdobą kościoła jest także chór z organami w pierwotnej formie z 1695 r. Współczesną ozdobą kościoła jest epitafium kardynała Stefana Wyszyńskiego poświęcone przez prymasa Józefa Glempa w 1982 r.
Pod posadzką kościoła znajdują się krypty, gdzie spoczywa m.in. kasztelan kijowski Stanisław Potocki – brat biskupa Potockiego.

### Krużganki i kaplice narożne
Na sklepieniach krużganków i w kaplicach narożnych znajdują się malowidła ścienne przypisywane Maciejowi Meyerowi. W krużgankach wiszą stiukowe płaskorzeźby Drogi Krzyżowej wykonane przez Krzysztofa Perwangera, autora rzeźb w Świętej Lipce. Obrazy naścienne w krużgankach stoczkowskich są w dużo gorszym stanie w porównaniu do świętolipskich fresków. Kaplice narożne posiadają następujące tytuły: św. Kajetana, pw. Krzyża Świętego, św. Walentego i św. Jana Nepomucena.

## Galeria

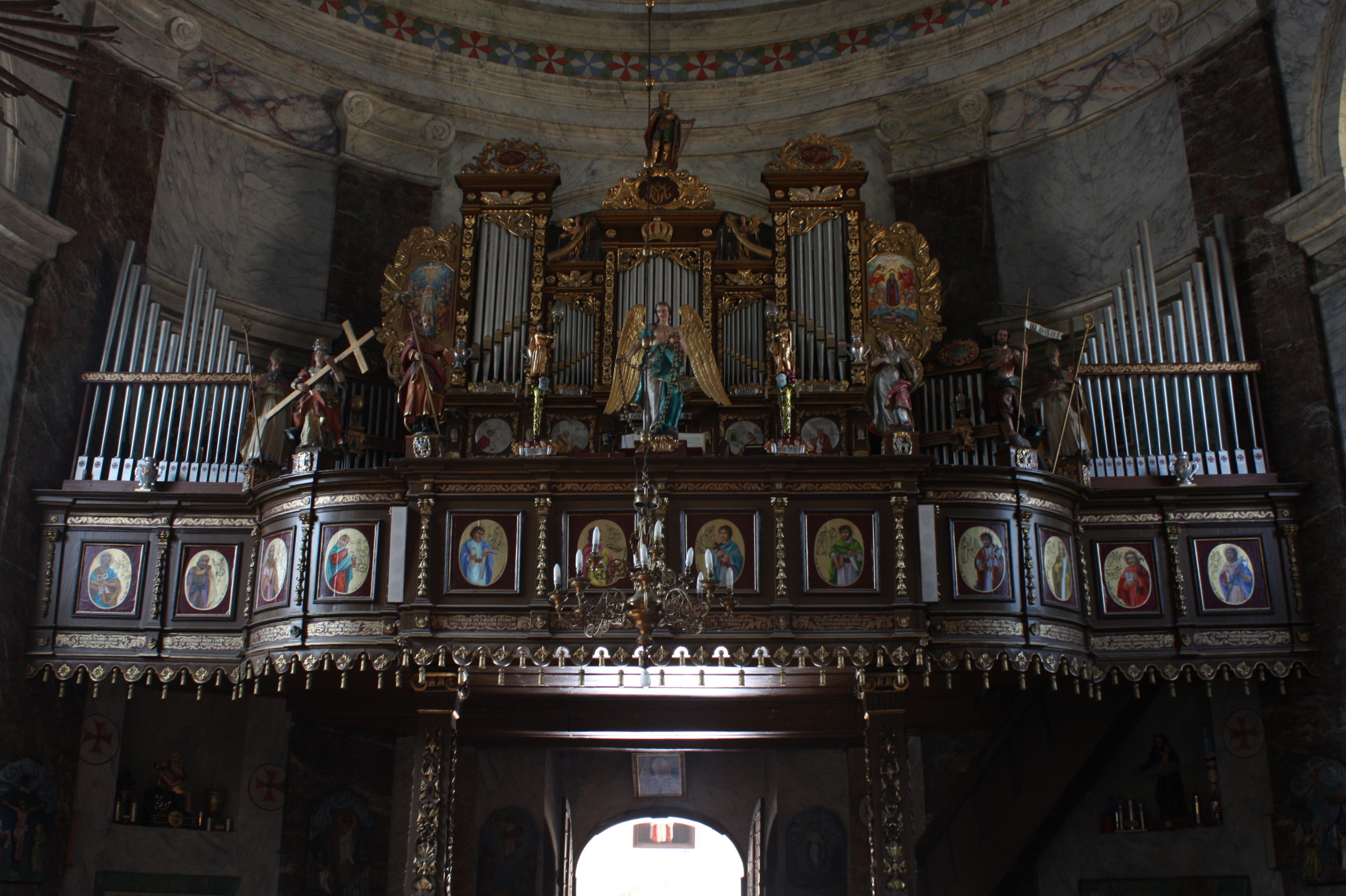
Organy w kościele pielgrzymkowym
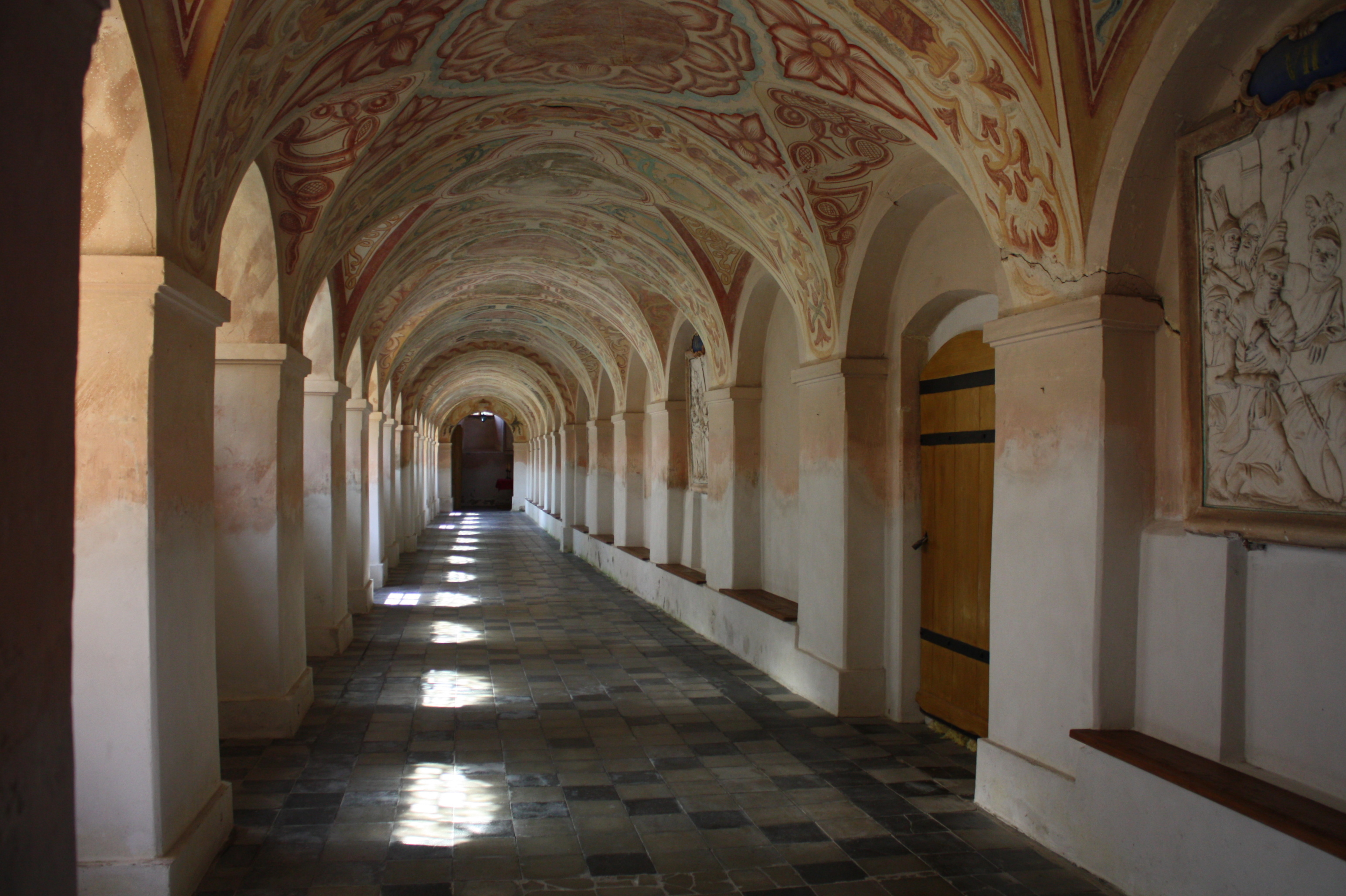
Krużganki w Sanktuarium Matki Bożej Królowej Pokoju
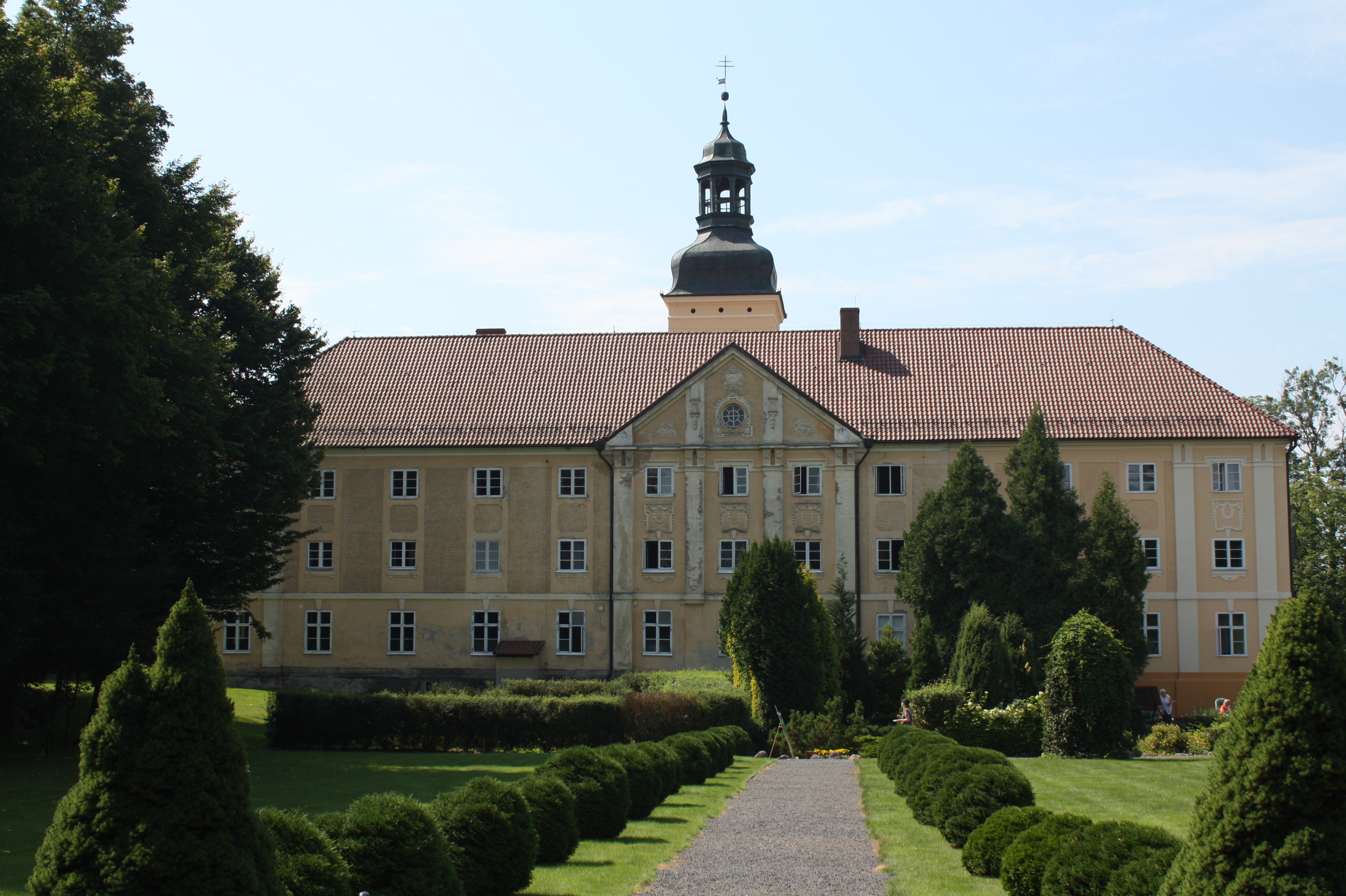
Ogród klasztorny
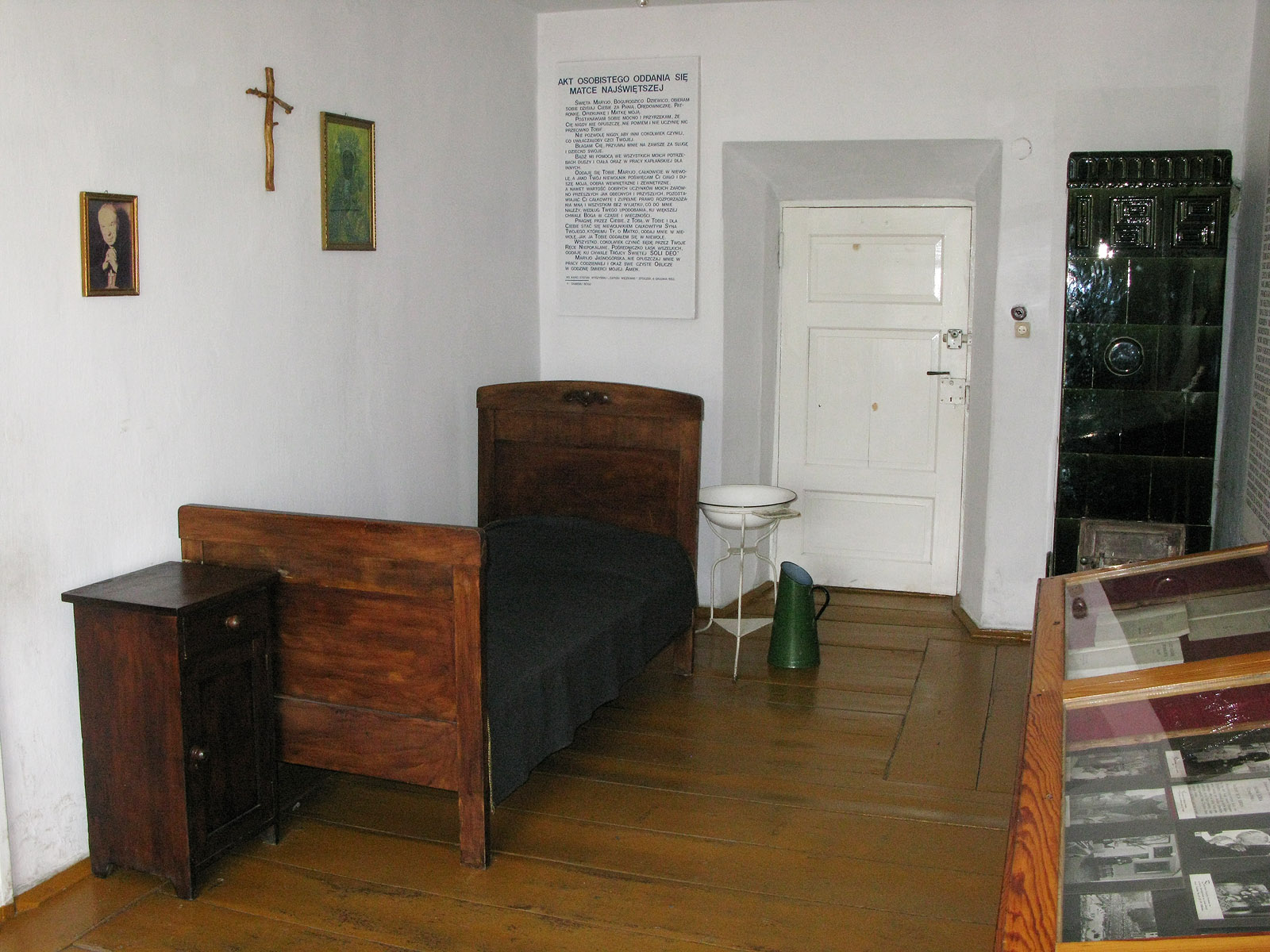
Cela kardynała S. Wyszyńskiego
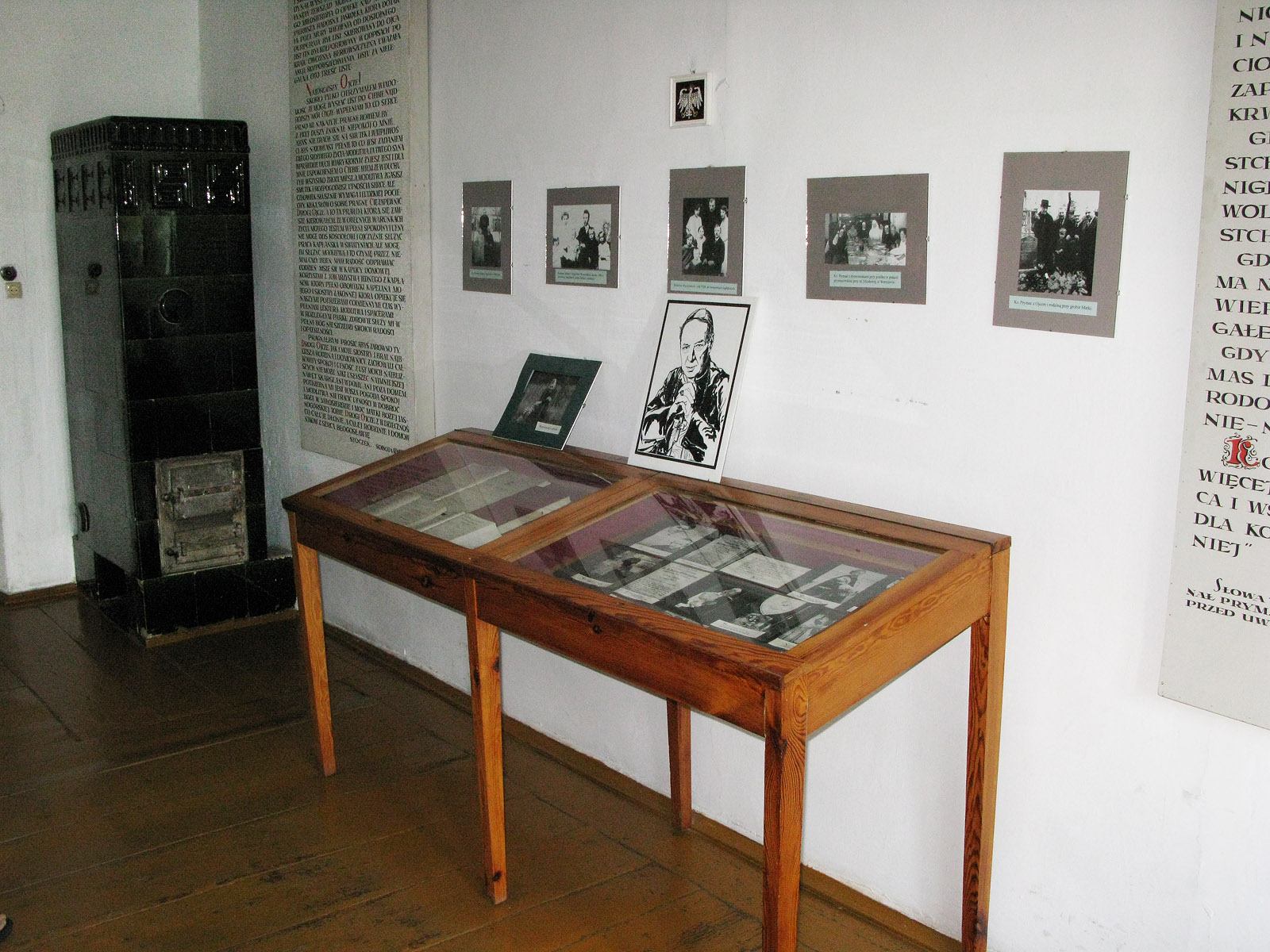
Ekspozycja muzealna w celi kardynała
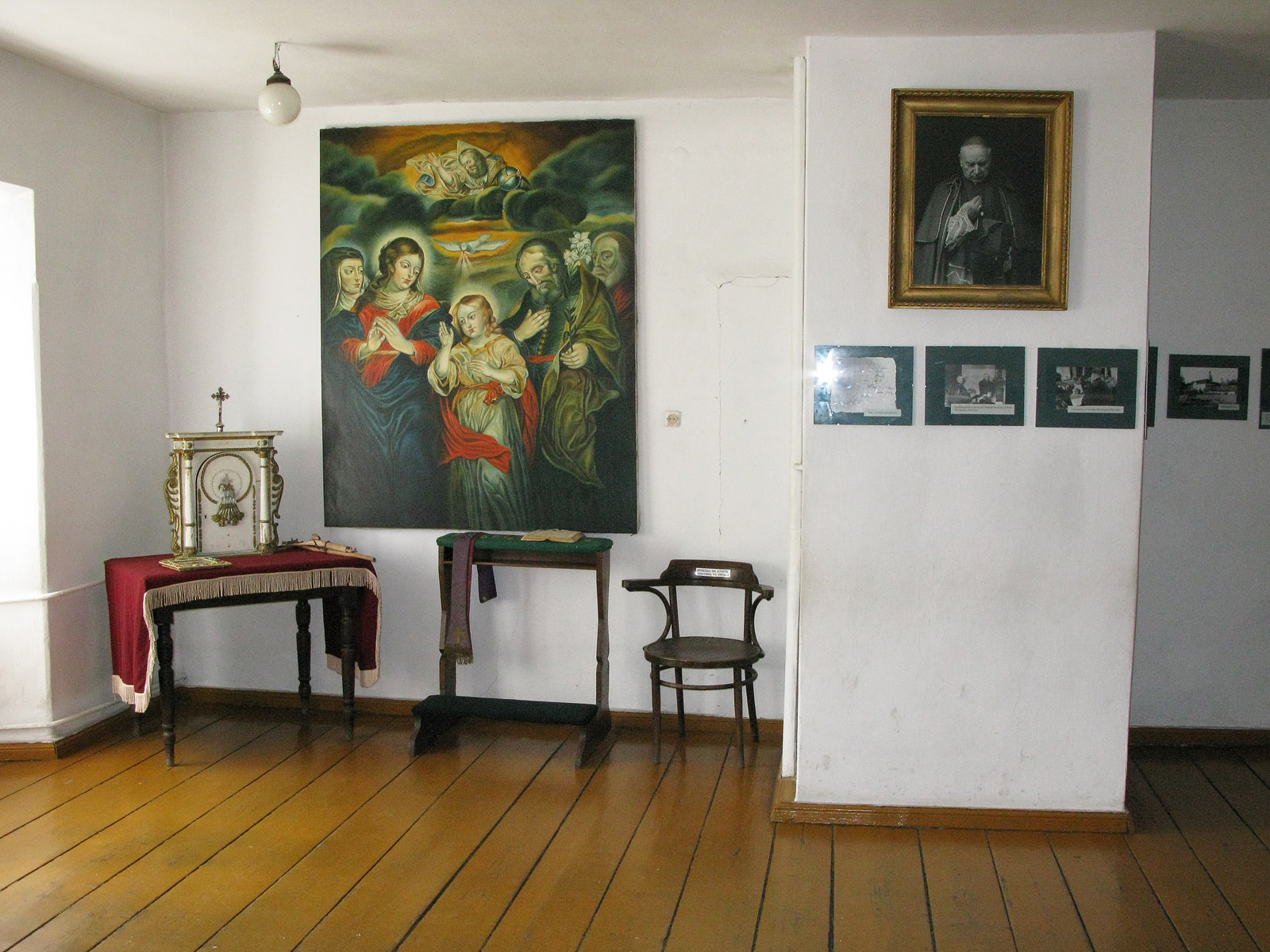
Klęcznik i krzesło kardynała S. Wyszyńskiego
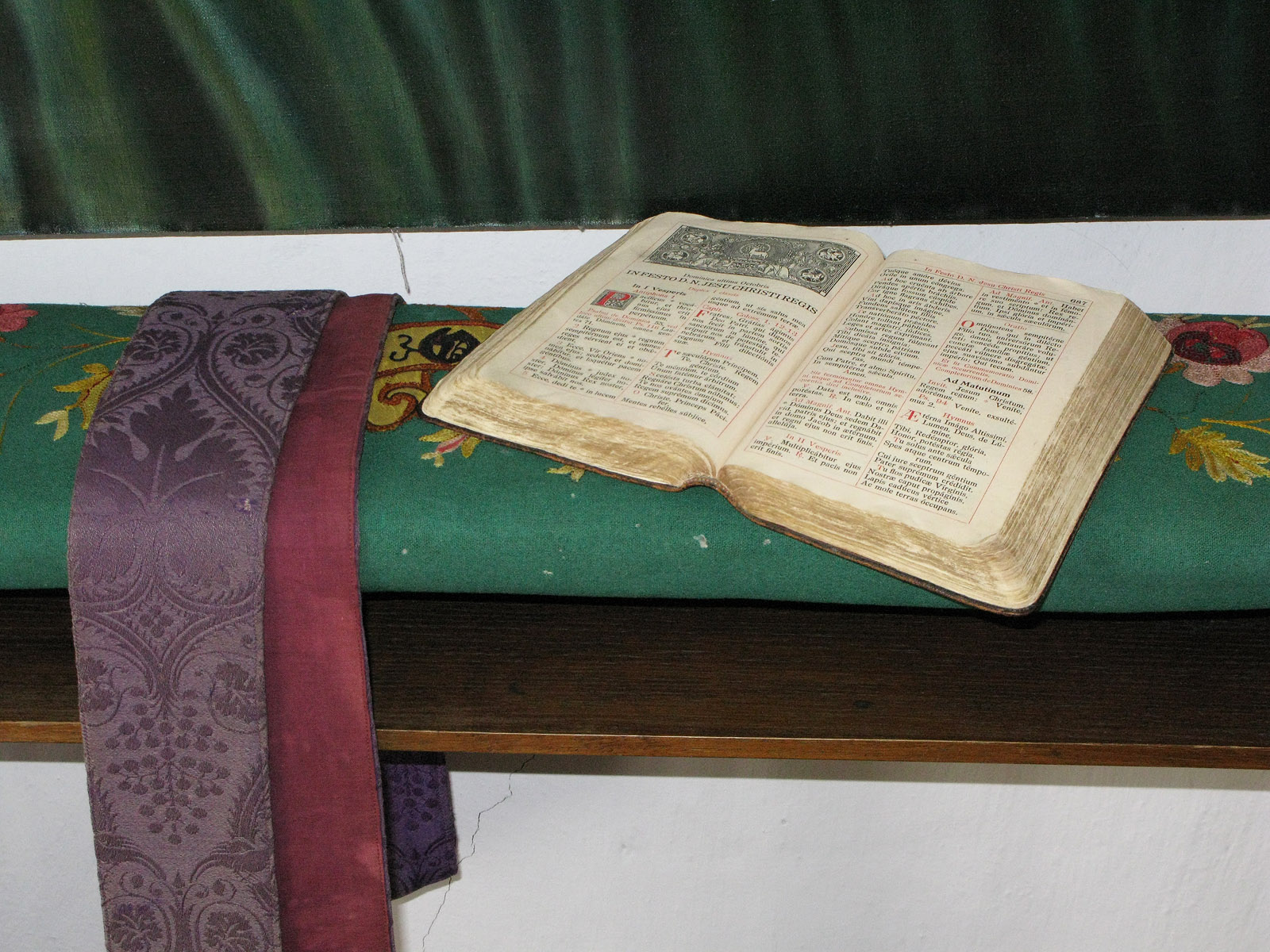
Klęcznik i modlitewnik
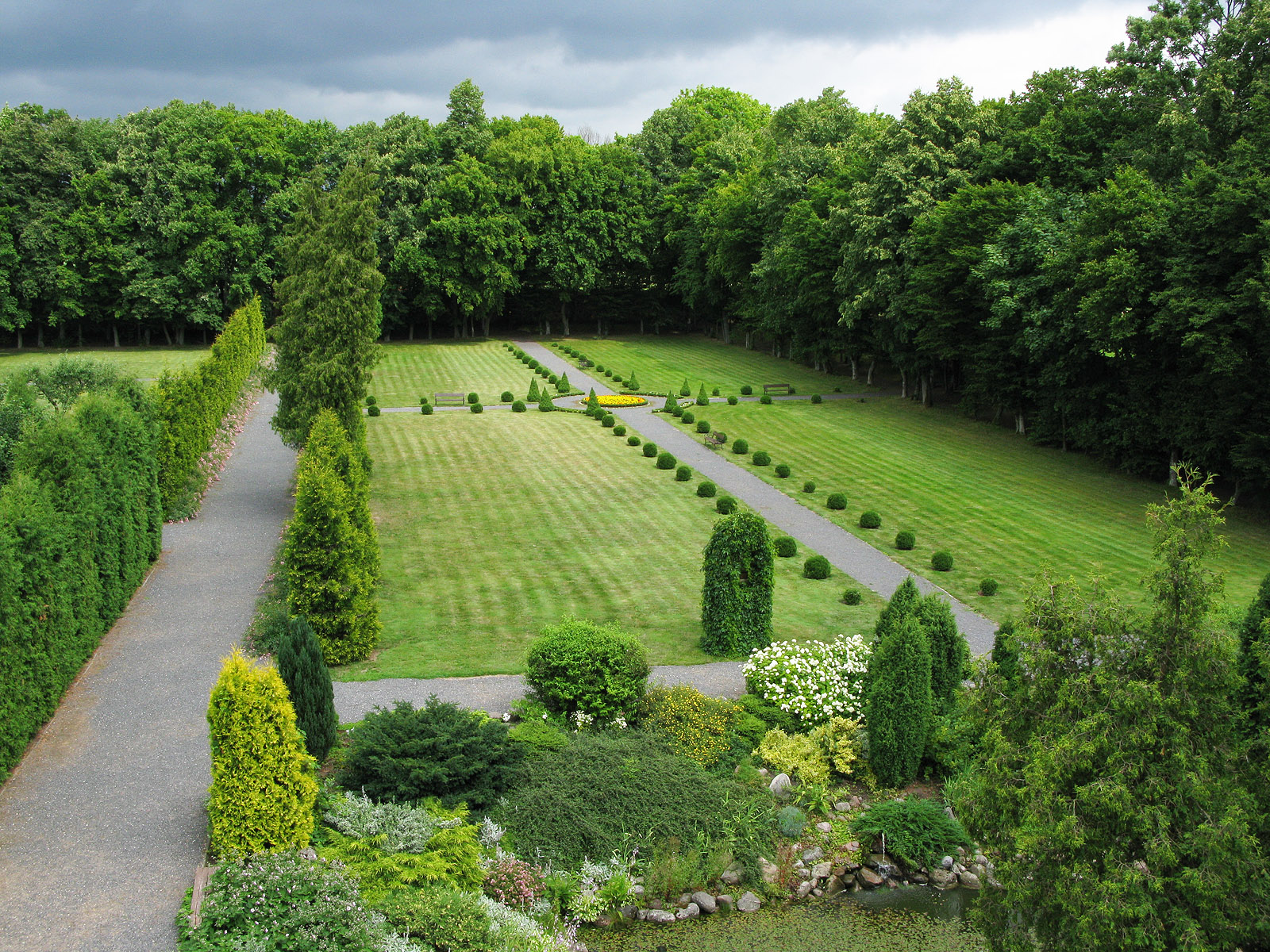
Park - miejsce spacerów kardynała
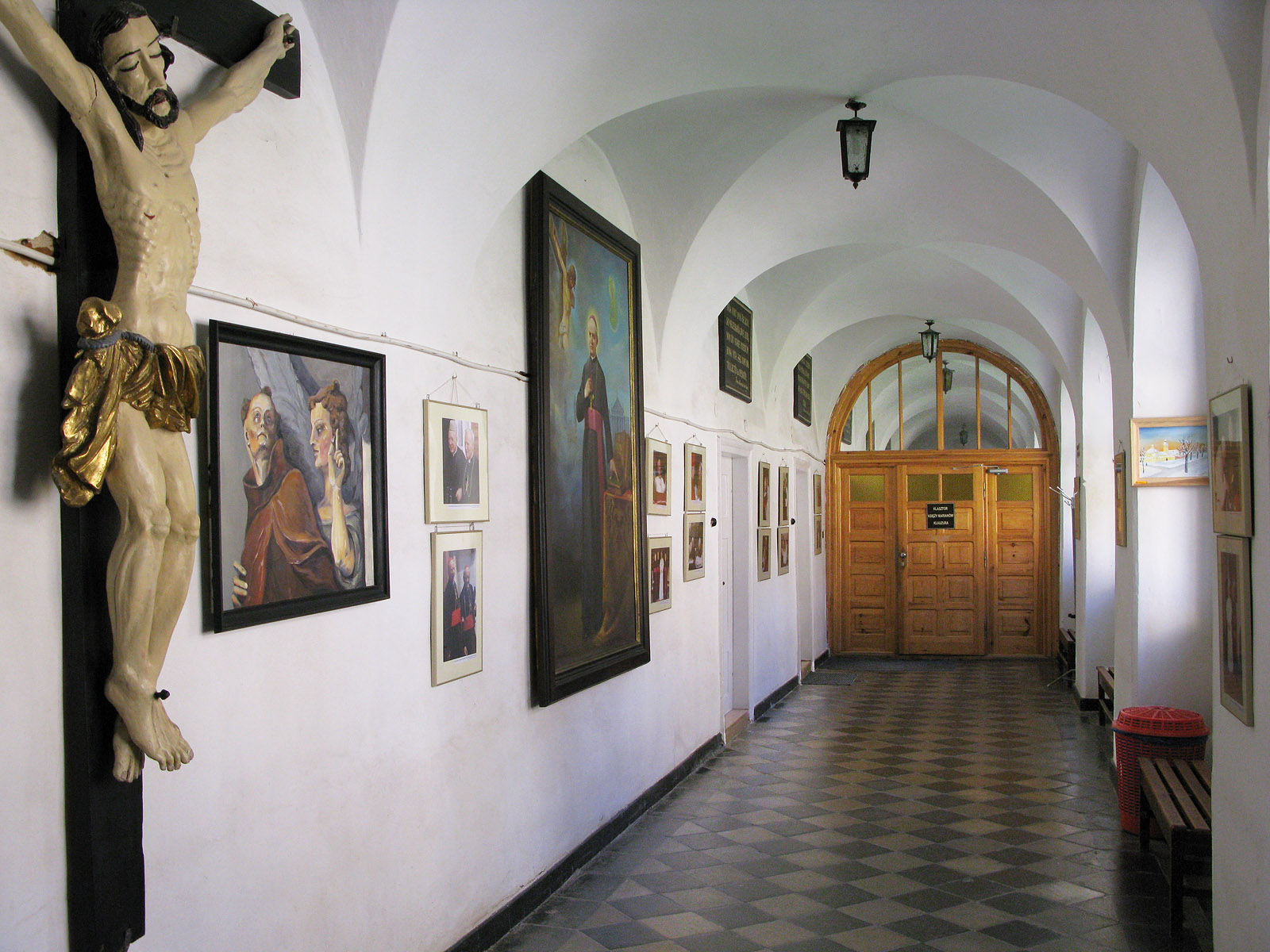
Wejście do Klauzury
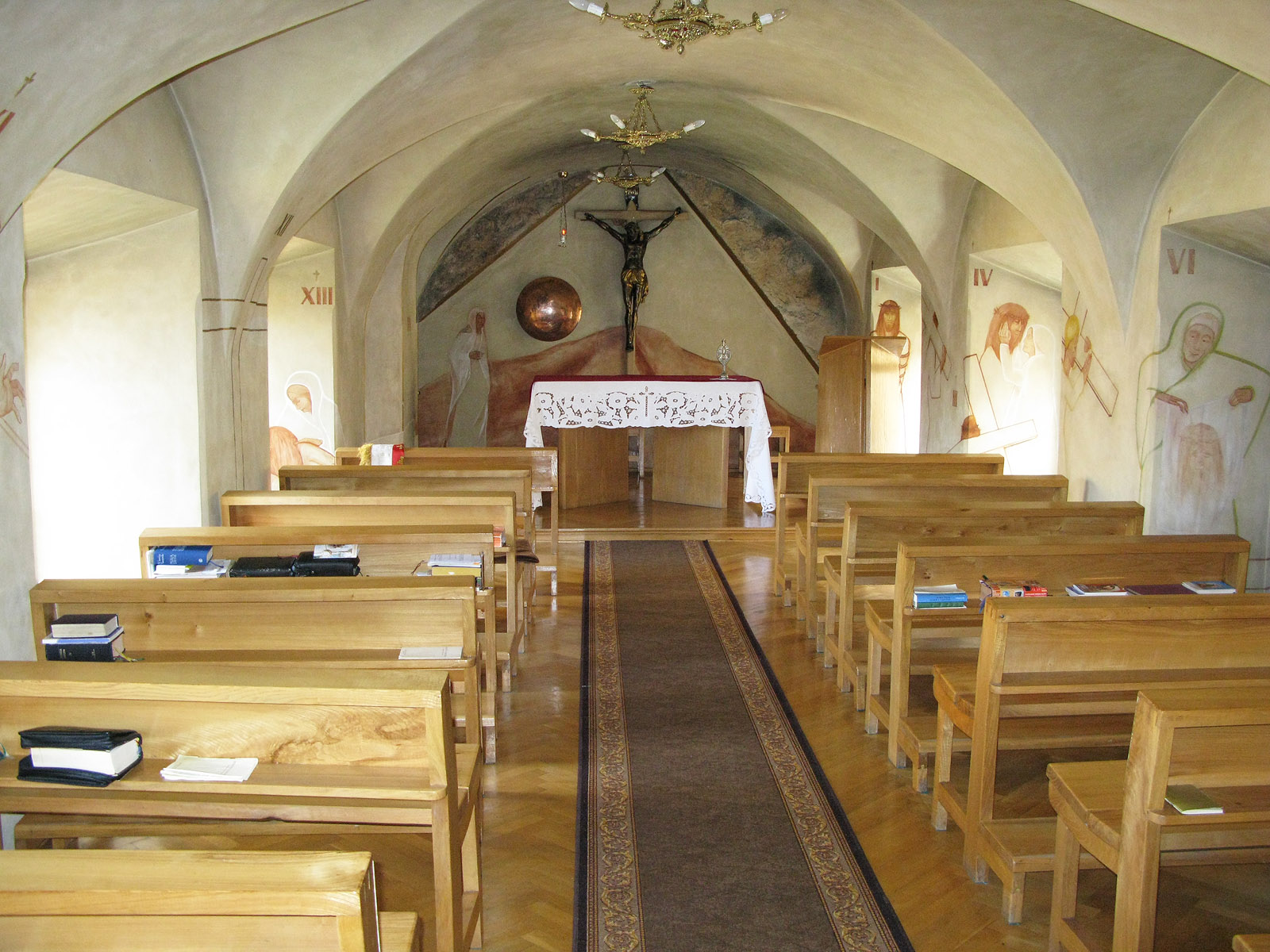
Kaplica

## Stefan Wyszyński w Stoczku

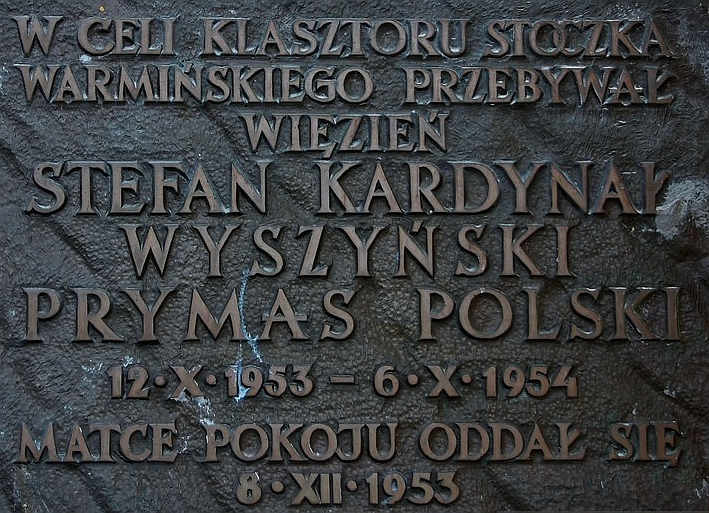
Tablica pamiątkowa dedykowana prymasowi Polski, kardynałowi Stefanowi Wyszyńskiemu

Kardynał Wyszyński pobyt w miejscach odosobnienia opisał w „Zapiskach więziennych”. Do Stoczka przywieziony został z Rywałdu późnym wieczorem 12 października 1953. O przewiezieniu do innego miejsca uwięzienia dowiedział się po kolacji i nie był informowany, gdzie jest przewożony.

### Pomieszczenia mieszkalne
W Stoczku dla prymasa w towarzystwie księdza i siostry zakonnej wydzielono część pomieszczeń pierwszego piętra od lat nieużytkowanego klasztoru. Komunikacja na zewnątrz budynku odbywała się przez część korytarza parteru, z którego prowadziło wyjście do ogrodu. Ogród otoczony wysokim murem zabezpieczonym drutem kolczastym, w nocy oświetlony latarniami, skutecznie zapewniał izolację od świata zewnętrznego. Ochronę obiektu zapewniało kilkudziesięciu funkcjonariuszy Urzędu Bezpieczeństwa. Integralną częścią ochrony było urządzenie podsłuchowe i sygnalizator – przycisk wmontowany w futrynę drzwi ogrodowych, informujący dyżurnego o każdym otwarciu drzwi. Pomieszczenia ogrzewane źle funkcjonującymi piecami kaflowymi były chłodne i wilgotne.

### Życie codzienne
Ksiądz prymas ustalił porządek dnia (od godziny 5.00 do 22.00) w którym ustalone były pory czynności religijnych (jedna z klasztornych cel służyła za kaplicę), posiłków, lektury i spacerów po ogrodzie. W ogrodzie wzdłuż murów ustawił kamienie, które służyły za stacje Drogi Krzyżowej.
W Stoczku 8 grudnia 1953 kardynał Stefan Wyszyński napisał Akt osobistego oddania się Matce Najświętszej.
Życie codzienne uzupełniały rozmowy z panami w ceratach, m.in. w sprawie korespondencji, chociaż do ojca prymasa.
W kwietniu 1954 w czasie prac w ogrodzie przy grabieniu liści prymas znalazł list skierowany z Watykanu do biskupa Linzu z 1938. Prymas przypomniał sobie, że prasa francuska wskazywała na Warmię jako miejsce deportacji kapłanów austriackich po Anschlussie Austrii.
W czasie pobytu kardynała Wyszyńskiego w Stoczku Klasztornym o miejscu jego uwięzienia zaczęło mówić Radio Wolna Europa. Władze PRL zdecydowały o zmianie miejsca uwięzienia – na drugi koniec Polski w Prudniku. Podróż odbyła się samochodem o zamazanych szybach drogą Bartoszyce – Kętrzyn, dalej obok Karolewa w kierunku Giżycka na lotnisko Kętrzyn-Wilamowo. Ksiądz prymas nawet w samolocie nie został poinformowany o docelowym miejscu podróży.
Zobacz też: Stoczek, Stoczek Kocki, Stoczek Łukowski, Stoczek-Kolonia